# Paul Shearsmith
Paul Shearsmith (* 1946; † vor dem 19. März 2025 in Stuttgart) war ein britischer Jazz- und Improvisationsmusiker (Trompete, weitere Blechblasinstrumente), Architekt und Instrumentenbauer.

## Leben und Wirken
Shearsmith wuchs in Tadcaster auf, einer Kleinstadt in Yorkshire in der Nähe von York. Sein Vater war der örtliche Schmied. In den 1950er-Jahren hörte er, beeinflusst von seinem älteren Bruder, Rock’n’Roll, und traditionellen Jazz (etwa Kid Ory, Louis Armstrong, George Lewis und Bunk Johnson). Als er 1964 die Schule verließ, hörte er neben Bob Dylan, Sonny Boy Williamson II, Chuck Berry, auch Jazz von Duke Ellington, Cannonball Adderley und Thelonious Monk. Während seines Studiums an der Leeds School of Architecture entdeckte er schließlich die Musik von Charles Mingus, Ornette Coleman, Jimmy Giuffre und Miles Davis.
Als Shearsmith anschließend 1972 nach London kam, besuchte er freitags das Plough Inn in Stockwell, um Stan Tracey zu hören. Bald lud ihn der Schlagzeuger John Stevens zu Musikworkshops ein, die er zusammen mit Trevor Watts leitete. Er begann als improvisierender Trompeter experimentelle Musik zu spielen und trat u. a. im Little Theatre Club, im Institute of Contemporary Arts und im The London Musicians Collective in Camden auf. 1973 gehörte er zum Spontaneous Music Ensemble (Mouthpiece, ed. 2000).
Shearsmith arbeitete dann in verschiedenen Architekturbüros. 1983 kehrte er von einer Indonesienreise mit einem Musikinstrument zurück, das Kinder auf Bali gespielt hatten. Es bestand aus einer 35-mm-Filmdose und einem kurzen Plastikrohr mit einem Rohrblatt aus Gummiballonhaut. Später traf er auf einer Party David Sawyer, einen Erfinder und Bauer von Musikinstrumenten, der damals Teil eines Teams war, das zwei Klangspielplätze in London baute. Er ermutigte ihn, aus dem Baliphone einen Dudelsack zu bauen und ersetzte das kurze Plastikrohr durch ein längeres Stück Gartenschlauch. Dadurch änderte sich der Klang von einem hohen, schrillen zu einem tiefen dem Didgeridoo ähnlichen Ton, und durch das Drehen des Schlauchs über dem Kopf konnte man einen Doppler-Effekt nutzen. Mit diesem Instrument schloss er sich einer Gruppe der Klangspielplatzbauer an und wurde (mit Giles Perring, Guy Evans und Rob Mills) Teil des Musikerkollektivs Echo City, mit dem zwischen 1992 und 2000 fünf Alben entstanden. Mit Allan Dallas Smith, Roger Smith, Robin Musgrove und Jerry Bird legte Shearsmith 1987 das Album Together Again vor. Mit Musgrove, Bird und Mike Walter veröffentlichte er mit 70 Jahren als Funking Poets das Album One Day bei Gramophone Records.
Weiterhin betätigte sich Shearsmith als Instrumentenbauer für den Verkauf und spielte in verschiedenen Bands. So war er Mitglied der Formation The Gathering um Maggie Nichols (For John Stevens, 2003) und arbeitete mit Milo Fine und anderen Musikern zusammen. Er nahm zwei Alben mit Fuji, einem japanischen Bluessänger, auf, bei dem er ein gestimmtes Gasleitungsrohr, das Baliphone und Taschentrompete spielte. Tom Lord verzeichnet vier Aufnahmesessions zwischen 1987 und 2003. Sein Objekt Amazon 131 stellte er 2012 in der 100 Years Gallery aus.